# Alfredo Alaria
Alfredo Alaria il suo nome per intero è Oscar Alfredo Alaria de Paula (Buenos Aires, 1º gennaio 1930 – Buenos Aires, 25 agosto 1999) è stato un attore, ballerino e coreografo argentino.

## Filmografia

### Attore
- Accadde a Damasco (Sucedió en Damasco), regia di José López Rubio e Primo Zeglio (1943)
- Rosa de América, regia di Alberto de Zavalía (1946)
- La copla de la Dolores, regia di Benito Perojo (1947)
- Albéniz, regia di Luis César Amadori (1947)
- La serpiente de cascabel, regia di Carlos Schlieper (1948)
- La muerte camina en la lluvia, regia di Carlos Hugo Christensen (1948)
- La locura de Don Juan, regia di Mario C. Lugones (1948)
- La hostería del caballito blanco, regia di Benito Perojo (1948)
- La doctora Castañuelas, regia di Luis Moglia Barth (1950)
- Macumba story (Diferente), regia di Luis María Delgado (1961)
- Agáchate, que disparan, regia di Manuel Esteba (1969)

### Attore e Coreografo
- Hoy canto para tí, regia di Kurt Land (1950)
- El otro yo de Marcela, regia di Alberto de Zavalía (1950)
- Las zapatillas coloradas, regia di Enrique Carreras, Juan Sires (1952)
- Mi viudo y yo, regia di Enrique Cahen Salaberry (1954)

### Coreografo
- Como dos gotas de agua, regia di Luis César Amadori (1964)